# Sfumato

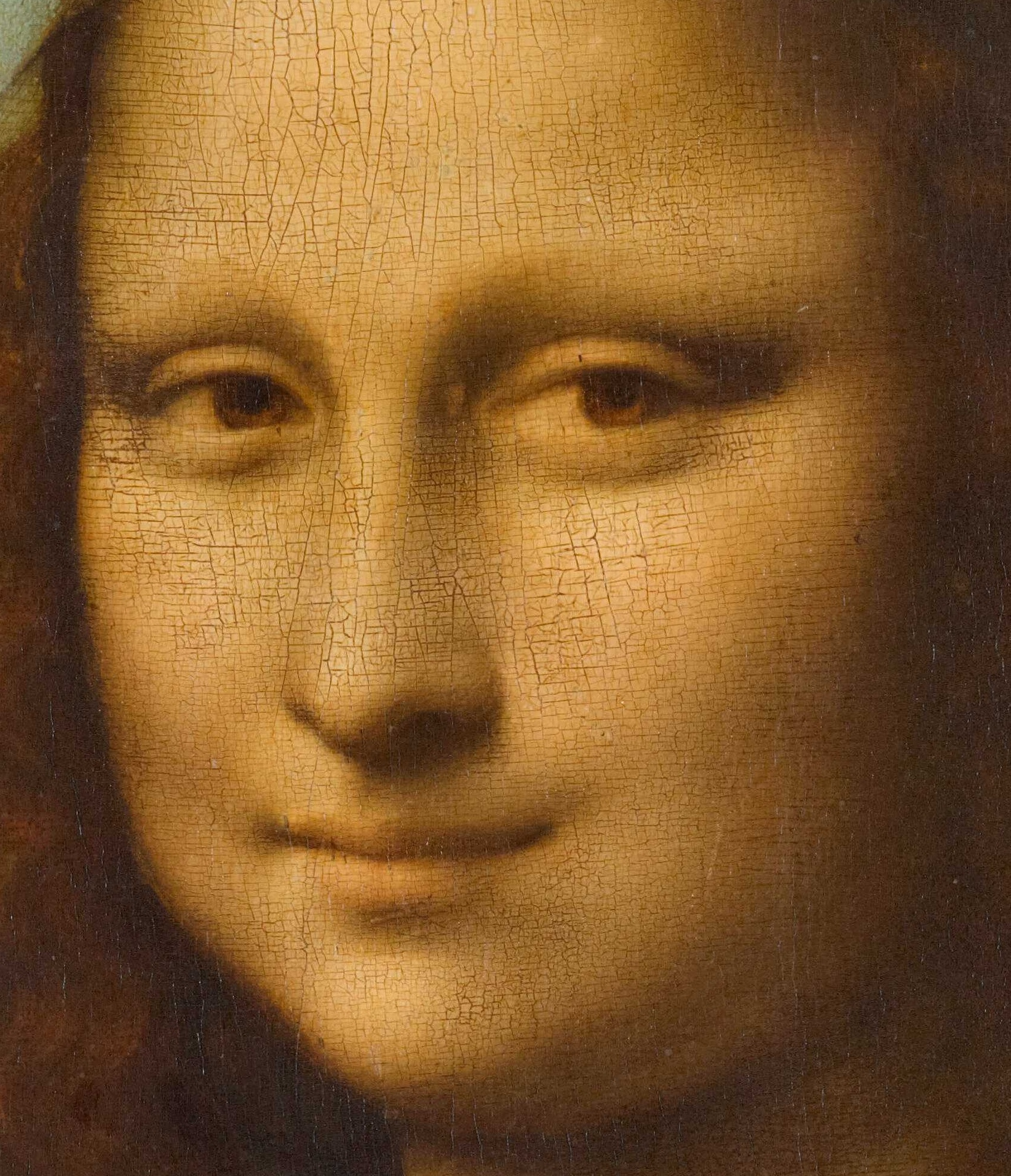
Imaginea reprezintă un detaliu al feței în pictura Mona Lisa a lui Leonardo da Vinci, ilustrând folosirea tehnicii sfumato, în special în redarea umbrelor din jurul ochilor.

Sfumato este un termen, folosit pentru prima dată de Leonardo da Vinci, desemnând o tehnică folosită în pictură care suprapune multiple straturi translucide de culoare ce sunt aplicate în tușă extrem de subțire, asemănătoare tușei de culoare folosită în acuarelă, pentru a reda senzația de formă, volum și adâncime.
Termenul de sfumato se mai poate referi, în particular, la o modalitate de amestecare, respectiv de tranziție a culorilor, atât de fină încât nu se poate distinge vreo zonă de trecere de la o culoare la alta. 
În limba italiană cuvântul sfumato înseamnă amestecat, având conotații legate de adjectivul fumegos, corespunzător substantivului fum. Leonardo da Vinci descria tehnica folosită și etichetată de el sfumato ca fiind "fără linii sau delimitări, în maniera fumului sau  a unei imagini nefocalizate." 

## Sfumato la da Vinci
Unul dintre cele mai bune exemple de folosire a tehnicii sfumato într-o pictură este pictura lui Leonardo însuși, Mona Lisa.

## Sfumato la Vermeer
Johannes Vermeer a utilizat tehnica sfumato, spre exemplu în pictura Lăptăreasa sau în Femeie cântând la chitară.